# Mary Hallock Foote
Mary Hallock Foote (Milton, 9 de noviembre de 1847– 25 de junio de 1938) fue una escritora e ilustradora estadounidense. Es conocida fundamentalmente por sus cuentos ilustrados y novelas que retratan la vida en las comunidades mineras del oeste americano de principios de siglo.

## Biografía
Mary Hallock nació el 9 de noviembre de 1847 en Milton, Nueva York, de ascendencia cuáquera inglesa. Fue una niña y una joven singular, que asistió primero al Seminario Colegiado Femenino en Poughkeepsie, Nueva York, y más adelante estudió arte en la ciudad de Nueva York en la entonces recién creada Escuela de Diseño para Mujeres del Instituto Cooper. Con poco más de veinte años, ya se había esta«Artist-Author Mary Hallock Foote and her Angle of Repose»blecido en la ciudad de Nueva York como artista e ilustradora consumada para importantes editoriales.
En 1876, Hallock se casó con un joven ingeniero de minas, Arthur De Wint Foote, y posteriormente se mudó al otro lado del continente para vivir con él en la mina New Almaden, cerca de San José, California. Más adelante, mientras su esposo proseguía su carrera de ingeniería, ella lo siguió por todo el oeste: a Leadville, Colorado; a Deadwood, Dakota del Sur; a Boise, Idaho, donde él puso en marcha un importante proyecto de riego en el río Boise; luego a Morelia, Michoacán, México; y finalmente a Grass Valley, California, donde pasó a administrar la mina North Star y se retiró allí.

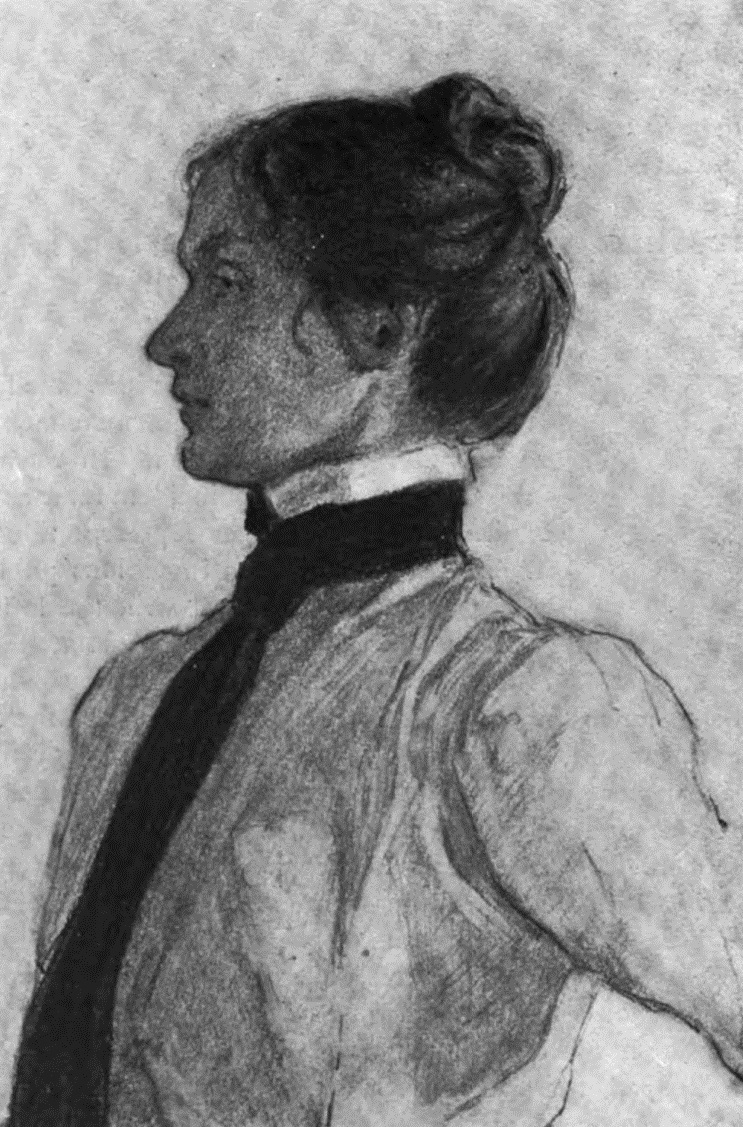
Boceto de retrato de Mary Hallock Foote, por su hija, Elisabeth Foote

Arthur y Mary Foote estuvieron casados casi sesenta años. Tuvieron tres hijos: un varón, Arthur Burling Foote, y dos mujeres, Betty y Agnes.

### Carrera profesional
Como estudiante, Mary Hallock Foote se hizo amiga de la artista estadounidense Helena de Kay Gilder. Las dos mantuvieron una amistad muy cercana a lo largo de sus vidas, compartieron una larga correspondencia por carta y se apoyaron mutuamente en términos de crítica constructiva de sus respectivos trabajos. Mary Hallock Foote también tuvo así acceso al esposo de Gilder, Richard Watson Gilder, que le hizo varios encargos de obras de arte mientras era editor de Scribner's Monthly. Fue a través de los Gilders que Mary Hallock Foote también conoció un círculo de compañeras artistas que incluían a Mary L. Stone, Mary Birney, Maria Oakey y varios escritores populares.
Tras haber abandonado su amado Este con gran desgana, Mary Hallock Foote se sintió inspirada por el "viejo Oeste" y la variedad de pueblos que encontró allí. Pronto se puso a dibujarlo, y a escribir y contar historias sobre él. Al registrar sus viajes, Foote escribió historias para lectores de allá en el "Este" como corresponsal de The Century Magazine y otras publicaciones periódicas, ilustrándolas con grabados en madera hechos a partir de sus dibujos. Es especialmente conocida por sus historias del lugar, en las que retrata la vida pintoresca y áspera que experimentó y observó en el viejo oeste, especialmente en los primeros pueblos mineros. Fue una de las mujeres ilustradoras más conocidas de Estados Unidos en las décadas de 1870 y 1880. Escribió varias novelas e ilustró cuentos y novelas de otros autores para varias editoriales.
Foote exhibió su trabajo en el Edificio de la Mujer en la Exposición Mundial Colombina de 1893 en Chicago, Illinois.
Mary Foote ganó renombre como anfitriona acogedora y sofisticada de dignatarios y celebridades que viajaban por los alrededores de sus (sucesivas) granjas en el oeste. Después de 1905, cuando ella y su esposo construyeron North Star House (también conocida como Foote Mansion) y se establecieron de forma permanente en Grass Valley, California, presidió durante unos 30 años muchos eventos sociales y cívicos históricos allí.
Después de su muerte, Foote cayó en el olvido. Treinta y cuatro años después de su muerte, la edición de 1972 del historiador Rodman Paul de las memorias inéditas de Foote, A Victorian Gentlewoman in the Far West, ayudó a estimular un renovado interés en su vida y obra. Sin embargo, sus cartas, que brindan lo que equivale a una biografía de su esposo, así como su propia autobiografía, nunca se han publicado excepto como breves extractos en varias áreas de investigación.

### Muerte y legado
Mary Hallock Foote murió el 25 de junio de 1938, a los 90 años. Su legado en la historia estadounidense es el de una mujer incondicional del viejo oeste estadounidense y una narradora de sus historias. Su obra (los numerosos cuentos para libros y publicaciones periódicas, con sus dibujos e ilustraciones grabadas en madera; la correspondencia de los puestos de avanzada occidentales; sus novelas y sus escritos de no- ficción) le dio notoriedad como una hábil observadora de la frontera y una escritora consumada. Su vida expresó la influencia civilizadora de la educada dama oriental sobre la vida en los caóticos campamentos mineros y de "zanjas" (campamentos de construcción de proyectos de riego) del temprano oeste americano y, a la inversa, el efecto estimulante de esos entornos del "viejo oeste" en el mente preparada, es decir, educada para ilustrar y contar la historia.

### Controversia
La novela Angle of Repose de Wallace Stegner (Premio Pulitzer, 1971) se basa directamente en la extensa correspondencia personal de Mary Hallock Foote. Stegner usó el esquema de su vida con el permiso de los miembros de la familia de Foote, con la condición de que ocultara la fuente, lo que, a su juicio, hizo. Sin embargo, después de la publicación, algunos descendientes se opusieron a "las grandes libertades" tomadas por Stegner al usar la historia de Foote. Por el contrario, al disfrazar su fuente, Stegner utilizó pasajes tomados directamente de las cartas de Foote y sus reminiscencias sin darle crédito; esto dio lugar a una controversia que aún hoy persigue su reputación dentro de la comunidad literaria.
Andrew Imbrie escribió una ópera basada en la novela de Stegner, que se representó en San Francisco en 1976. Una colección de grabados de Foote está en exhibición permanente en la Biblioteca Pública de Boise.